# Lepidiota pruinosa
Lepidiota pruinosa är en skalbaggsart som beskrevs av Christian Rudolph Wilhelm Wiedemann 1819. Lepidiota pruinosa ingår i släktet Lepidiota och familjen Melolonthidae. Inga underarter finns listade i Catalogue of Life.